# Woodstock (Ontário)

Woodstock é uma cidade do Canadá, província de Ontário. Está localizado a 80 km sudoeste de Toronto. Sua população é de 33,061 habitantes (do censo nacional de 2001).